# Terapia korekty płci
Terapia korekty płci – medyczny aspekt tranzycji płciowej, czyli modyfikowania własnych cech w celu lepszego dopasowania do własnej tożsamości płciowej. Może ona składać się z terapii hormonalnej mającej na celu zmianę drugorzędnych cech płciowych, operacji korekty płci w celu zmiany pierwotnych cech płciowych oraz innych procedur zmieniających wygląd, w tym trwałego usuwania włosów u transkobiet.

## Hormonoterapia
Działania terapeutyczne rozpoczyna się od kuracji hormonalnej. Redukuje ona morfologiczne cechy płci pacjenta. U osób M/K podaje się hormony żeńskie. Powoduje to zmniejszenie objętości jąder i powiększenie piersi, które jest uważane za obiektywnie niesatysfakcjonujące. Zmienia się owłosienie i miejsca odkładania tkanki tłuszczowej, podnosi się tembr głosu. Hormonoterapia nie powoduje u osób M/K znacznej zmiany w zakresie owłosienia twarzy, które nie zanika od przyjmowania hormonów. Erekcje zdarzają się rzadziej, są gorszej jakości. Leczenie takie niesie za sobą istotne zagrożenia. Rosną masa ciała i ciśnienie tętnicze. Zwiększa się ryzyko powikłań zakrzepowych i cukrzycy, kamicy żółciowej i chorób wątroby, raka sutka i guza prolaktynowego przysadki. Spada lub zanika płodność.
Natomiast u osób K/M podawany jest testosteron. Pacjent przestaje miesiączkować. Piersi tracą częściowo objętość, rozwija się natomiast łechtaczka, podobnie mięśnie. Głos staje się niższy. Owłosienie i rozlokowanie tkanki tłuszczowej zmieniają się w kierunku męskich. Również i w tym przypadku hormonoterapia niesie za sobą pewne zagrożenia. Pojawiają się zaburzenia metaboliczne, jak wzrost stężenia cholesterolu i glukozy w osoczu. Co się z tym wiąże, rośnie ryzyko chorób sercowo-naczyniowych. Ponadto mogą pojawić się choroby wątroby i trądzik. Również w tym przypadku spada lub zanika płodność. Badanie zaprezentowane na ENDO 2019 (konferencji The Endocrine Society) pokazuje, że nawet po roku leczenia testosteronem transmężczyzni mogą zachować swoją potencjalną płodność i działanie jajników.

## Test życia
Następnie przeprowadza się test życia. Polega on na próbie życia w pożądanej przez siebie roli płciowej. Pacjent wchodzi w nową rolę, niezgodną ze swoją dotychczasową płcią morfologiczną. Musi utrzymać się w zawodzie i radzić sobie w pracy czy też analogicznie w szkole, funkcjonować w rodzinie i społeczeństwie. Dzięki temu konfrontuje swe oczekiwania z rzeczywistym życiem we wcześniej pożądanej roli płciowej, zanim jeszcze podejmie decyzje, których skutków nie będzie można odwrócić. Test życia trwa od roku do dwóch lat. Jego ukończenie i wykazanie dobrego funkcjonowania w pożądanej roli płciowej uznawane jest często za konieczny warunek dalszego leczenia.

## Chirurgia
Po ukończeniu testu życia przewiduje się operację zmiany płci. Najczęściej jednak, jak podają Leriche i współpracownicy, odbywa się ona po 5-10 latach leczenia, już po zmianie płci metrykalnej. Polega na zmianie zewnętrznych cech płciowych tak, aby przypominały płeć odmienną. Oczywiście jej przebieg istotnie zależy od płci pacjenta.

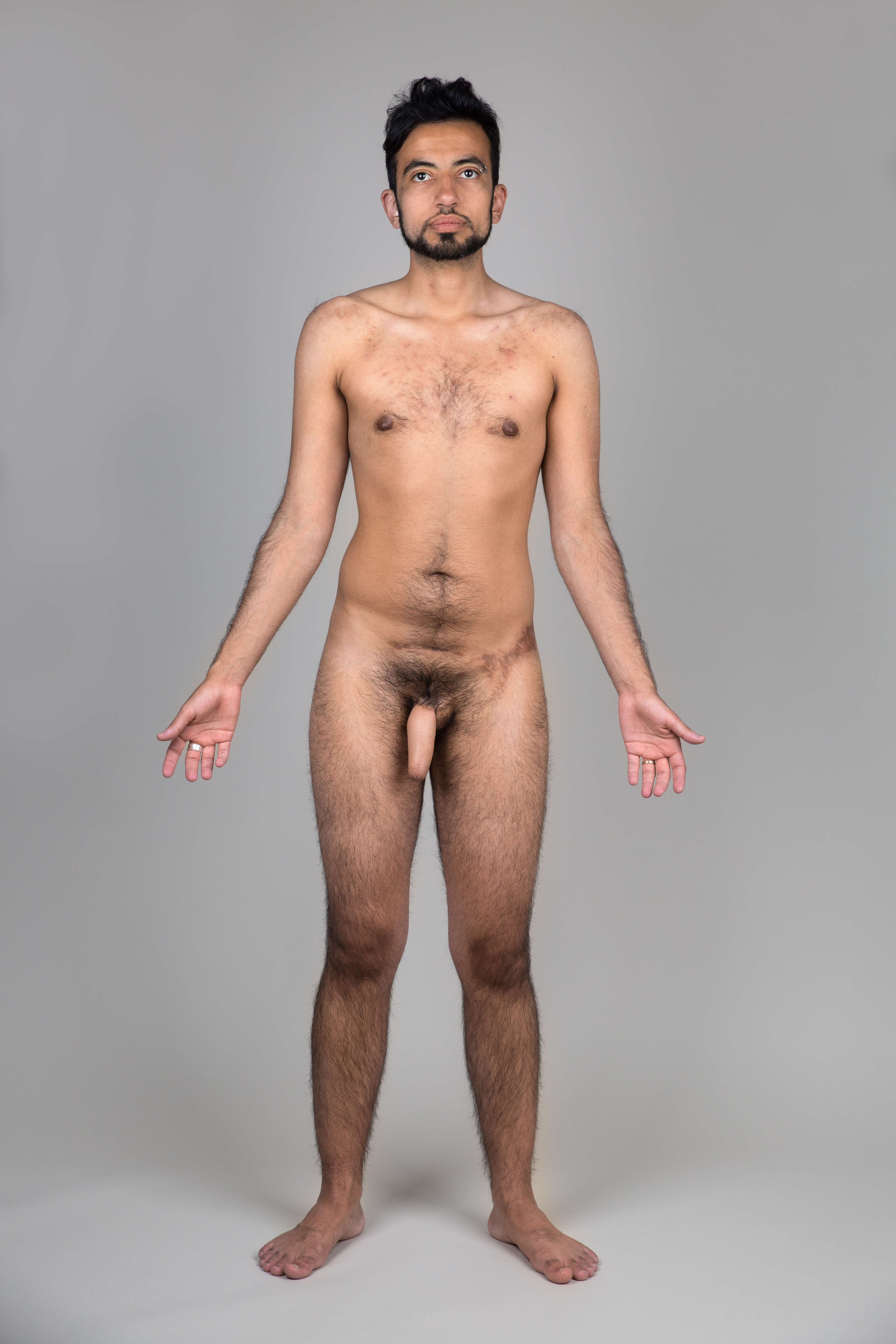
Transseksualny mężczyzna po falloplastyce

W przypadków pacjentów K/M polega ona na usunięciu piersi, jajników, macicy. Tworzy się natomiast prącie (falloplastyka). Istnieje kilka różnych metod przeprowadzania falloplastyki. Jeden z nich to trójetapowa falloplastyka brzuszna z użyciem nadymanego balona, trwająca od połowy roku do trzech kwartałów. Inny sposób to falloplastyka metodą wolnego płata pobranego z przedramienia (FFFP), polegająca na pobraniu płata skórno-powięziowego z kończyny górnej niedominującej, z obszaru zaopatrywanego przez tętnicę promieniową, żyłę odpromieniową i nerw mięśniowo-skórny po wykonaniu testu Allena lub USG. Cewkę moczową należy wydłużyć, korzystając z przedniej części pochwy, po czym płat przeszczepia się na brzuchu, łącząc odciętą tętnicę promieniową z tętnicą nabrzuszną dolną, żyłę odpromieniową z żyłą odpiszczelową, nerw zaś z nerwem grzbietowym łechtaczki. Następny etap obejmuje wytworzenie żołędzi i przeszczep siatkowy skóry. Po 3-9 miesiącach zabieg można uzupełnić o wszczepienie protezy. Leriche et al uznający wyższość FFFP nad innymi metodami, podsumowali zabiegi wykonane w ich placówce w latach 1986–2002. Pacjenci mieli od 20 do 44 lat, średnio 30, po wykonanych mammektomii i panhisterektomii. Autorzy odnotowali następujące powikłania: utrata płata, niedokrwienie tętnicze, zakrzepicę żylną, zakażenia, ograniczona martwica dystalna, krwiak, przetoki moczowe (niekiedy wymagające uretrostomii), zastój moczu, przemieszczenie bądź eksplantacja protezy. 90% pacjentów było zadowolonych z zabiegu. 83% odczuwało za pomocą skóry pokrywającej wytworzone prącie, jednak tylko u 9% kontakt z narządem odbierany był erogennie. Po zabiegu 1 pacjent (2% badanej próby) posunął się do samobójstwa po rozstaniu z kobietą, 27% sporadycznie używało leków przeciwdepresyjnych, 6% prowadziło psychoterapię. 40% dzięki zabiegowi odnalazło pracę, której w poprzedniej roli płciowej nie mogli dostać.
Natomiast gdy pacjentem jest osoba M/K, wykonuje się orchidektomię, tworząc przy wykorzystaniu skóry prącia pochwę oraz formując narządy płciowe zewnętrzne kobiece.
Jest kilka różnych metod wykonywania zabiegów operacyjnych u osób M/K. Obejmują one użycie płatu prąciowo-mosznowego, odwróconego płata prąciowego, segmentu jelita.
Operacja osoby M/K techniką Baudeta składa się z trzech głównych części: klitoroplastyki, meatoplastyki cewki moczowej oraz wytworzenia pochwy. Leclère i współpracownicy (2015) wykonują taki zabieg w 14 etapach. Operację zaczyna się od przygotowania pacjentki, spoczywającej podczas zabiegu w pozycji Trendelenburga, po czym zakłada się cewnik do cewki moczowej. Pierwsze cięcie, w kształcie litery Y, dotyka moszny, po czym tworzy się przestrzeń dla przyszłej pochwy, usuwając między innymi mięsień opuszkowo-jamisty. Podczas tego etapu należy kontrolować palcem odbytnicę. Jądra usuwa się. Następnie dokonuje się odwrócenia (inwersji) skóry prącia. Przebiegającą w obrębie prącia cewkę moczową trzeba odłączyć od ciał penisa, nacinając ciało gąbczaste prącia. Wtedy tworzy się i ładuje nową łechtaczkę (neoclitoris), wykorzystując błonę białawą i żołądź prącia. Dalej tworzy się tzw. neovaginalphallic cylinder. Usztywnia się wytworzoną łechtaczkę i umieszcza wspomniany cylinder w miejscu przyszłej pochwy. Zarysowuje się wargi sromowe większe, tworzone z tkanki tłuszczowej moszny. Umieszcza w odpowiednim miejscu łechtaczkę i cewkę moczową. Dwa ostatnie etapy obejmują opracowanie wytworzonych ran. Po operacji pacjentka pozostaje w łóżku przez 4 dni. Należy odczekać 4 miesiące po zabiegu przed podjęciem stosunków płciowych. Do ewentualnych powikłań zaliczają się krwawienia, krwiaki, zator płucny, zakrzepica żył głębokich, stenoza cewki moczowej, zakażenia, powikłania anestezjologiczne, ból, powikłania związane z blizną, utrata doznań ze stref erogennych.
Ponadto dokonuje się również liftingu twarzy, wykonuje depilację, makijaż permanentny, przeprowadza się plastykę nosa i powiek, zmniejsza chrząstkę tarczowatą. Operacje takie częściej wykonuje się w przypadku osób M/K, niż K/M.